# 胥梁带
胥梁带（?—?），中国春秋時期晋国大夫，胥氏。
前547年，齐国烏餘叛乱依附晋国，侵夺卫国、宋国的土地。赵武向晋平公推荐处理这件事。前546年，胥梁带让乌餘准备车兵，接受封地。乌餘来到，胥梁带让诸侯假装送给乌餘土地，乘乌餘不备把他和手下全部俘虏。夺回来乌餘占据的城邑还给诸侯，诸侯和晋国和睦。